# Jacques Bassot
Pour les articles homonymes, voir Bassot.
 (octobre 2012).
Si vous disposez d'ouvrages ou d'articles de référence ou si vous connaissez des sites web de qualité traitant du thème abordé ici, merci de compléter l'article en donnant les références utiles à sa vérifiabilité et en les liant à la section « Notes et références ».
Jacques Bassot, né le 23 mai 1923 à Strasbourg et mort le 26 janvier 2018 à Antony, est un médecin français. Agréé en 1951, il fonde l'Association nationale pour le développement de l'éducation sanitaire et sociale (ANDESS) le 10 octobre 1979.

## Biographie
Jacques Bassot a été élevé par sa mère. Reçu major au concours d’internes à Nancy, il est d’abord chef de clinique à la faculté de médecine de Nancy jusqu’en 1952 avant de démissionner. Il s'expatria ensuite 6 ans à Kinshasa, au Congo, où il fut directeur du CHU et titulaire de la chaire de santé publique. Tout au long de sa carrière, il s'intéressa à la vulgarisation médicale. Il s'impliqua également dans l'associatif en commissaire national des Scouts de France de 1957 à 1962. Avec son épouse infirmière, Marie-Madeleine Perrin, il eut 4 enfants.

## Chronologie
- 1957 - 1962 : responsable national des Scouts de France
- 1962 - 1968 : directeur des cliniques universitaires et prof d’E.S. L’université Lovanium à Kinshasa
- 1968 - 1972 : chef du département de éducation sanitaire au CFESS (INPESS)
- 1971 - 2004 : éducation sanitaire et sociale pour des handicapés physiques
- 1972 - 1981 : consultant régional de gérontologie pour le bassin minier Nord-Pas-de-Calais ; consultant national pour l’E.S. à la mutualité Sociale Agricole

### Émissions de radio et de télévision
- Éducation santé : Radio Notre Dame, 20 émissions de 30 minutes, 1980
- Radio et télévision au Zaïre à Kinshasa pendant cinq ans : 1100 émissions radio de 30 min, plus de 50 émissions TV et saynète
- Radio et télévision au Congo : 30 émissions de quatre minutes sur l’eau au Congo